# Siegfried Laske
Siegfried Alfonso Laske Rosas (Lima, 6 de febrero de 1931 - París, 6 de diciembre de 2012) fue un pintor peruano, miembro de la generación del 50. 

## Biografía
Hijo de un inmigrante alemán y de una huachana, Siegfried Laske creció en el Distrito de Miraflores, Lima. Junto a Julio Ramón Ribeyro o Emilio Rodriguez Larraín, Laske completó su formación escolar en el Colegio Champagnat. De manera precoz, siguió las clases de la Escuela de Bellas Arte, donde se impregnó de las controversias en torno a la abstracción y al indigenismo.
Luego de dos viajes a Argentina y Brasil y de una primera exposición en Lima en 1951, Laske obtuvo una beca para proseguir su formación artística en Italia donde viajó en 1955. Después de estancias en Roma y Perugia, se mudó definitivamente a París en 1956.
Además de un marcado activismo político de izquierda, Laske se codeó en Francia con numerosos artistas e intelectuales de su generación que, como él, salieron del Perú atraídos por Europa: Alfredo Ruiz Rosas, Jorge Piqueras, Michel Grau, los hermanos Max y Herman Braun Vega, Luis Loayza y otros. A partir de la década de 1970, la producción artística de Laske se dirigió con éxito al mercado del arte italiano. Después, a partir de 1980, Laske obtuvo el reconocimiento institucional en el Perú con una retrospectiva de toda su obra en 1984. La inestabilidad política de la década siguiente, bajo el gobierno de Alberto Fujimori, y el auge del arte contemporáneo tendieron a limitar su presencia. En junio de 2014, el ICPNA organizó una muestra retrospectiva de la obra del pintor.

## Estilo pictórico
Laske destacó por su manejo de la técnica del craquelado, un procedimiento de preparación de la tela con barniz y secante. Sin embargo, su obra es más amplia. Según los críticos Jorge Villacorta y Luis Eduardo Wuffarden: 
"Lo primero que sorprende al revisar el itinerario profesional de Laske es su constante fluctuación a lo largo del tiempo. El artista evoluciona desde una temática social hacia la forma pura pero cargada de significados, y de allí al paisaje de Sudamérica o del Mediterráneo, para retornar a una matriz no figurativa que, a su vez, abre paso a nuevas formas de representación. Todos esos cambios constituyen, sin embargo, momentos diversos en la evolución de una misma y coherente mirada".

## Principales exposiciones
- 1951. Cinco pintores jóvenes (Siegfried Laske, Hermann Braun, Max Braun, Michel Grau, Alejandro Romualdo), Municipalidad de Miraflores, Lima (Perú).
- 1955. Primera exposición individual en la Galería de Lima (Perú).
- 1959. Instituto de Arte Contemporáneo (IAC), Lima (Perú).
- 1963. Galería Lorenzelli, Bérgamo (Italia).
- 1964. Instituto de Arte Contemporáneo (IAC), Lima (Perú).
- 1966. Galería Lorenzelli, Bérgamo, (Italia).
- 1967. Tres pintores peruanos. Galería Latinoamericana de la Casa de las Américas, La Habana, (Cuba).
- 1968. Galería Moncloa, Lima (Perú).
- 1970. Galería Lorenzelli, Bérgamo (Italia).
- 1973 Salon de Mai, París (Francia).
- 1974 Salon de Mai, París (Francia).
- 1975. Galería Lorenzelli, Bérgamo (Italia).
- 1976. Galería Lorenzelli, Bérgamo (Italia).
- 1978. Galería Ivonne Briceño, Lima (Perú).
- 1982. Galería Trilce, Lima (Perú).
- 1984. Retrospectiva. Sala de Arte Petroperú (Lima).
- 1988. Galería Trilce, Lima (Perú).
- 1991. Centro Cultural de la Municipalidad de Miraflores, Lima (Perú).